# Plućna hipertenzija uzrokovana nejasnim i/ili multifaktorijalnim mehanizmima
Plućna hipertenzija uzrokovana nejasnim i/ili multifaktorijalnim mehanizmima obuhvata nekoliko poremećaja različite patološke etiologije.

## Etiopatogeneza
Zajednička karakteristika ovih poremećaja je da su mehanizmi koji dovode do plućne hipertenzije slabo poznati i mogu uključiti:
- plućnu vazokonstrikciju,
- proliferativnu vaskulopatiju,
- spoljašnju kompresiju,
- unutrašnju okluziju,
- srčanu slabost sa visokim volumenom,
- vaskularnu obliteraciju i
- slabost levog srca kao uzroke.

## Klinička klasifikacija
Izvod iz sveobuhvatne kliničke klasifikacije, kloji se odnosi na plućnu hipertenziju uzrokovanu nejasnim i/ili multifaktorijalnim mehanizmima (ažurirano prema Simonneau i sar).
| 5. Plućna hipertenzija sa nejasnim i/ili multifaktorijalnim mehanizmima |
| 5.1. Hematološki poremećaji 5.1.1. Hronična hemolitička anemija 5.1.2. Mijeloproliferativne bolesti 5.1.3. Splenektomija 5.2. Sistemske bolesti 5.2.1. Sarkoidoza 5.2.2. Plućna histiocitoza 5.2.3. Limfangioleiomiomatoza 5.2.3. Neurofibromatoza 5.3 Metabolički poremećaji 5.3.1. Bolest deponovanja glikogena, 5.3.2. Gaucher-ova bolest 5.3.2. Tireoidni poremećaji 5.4. Ostalo 5.4.1. Plućna tumorska trombotična mikroangiopatija, 5.4.2. Fibrozirajući medijastinitis, 5.4.3. Hronična bubrežna slabost (sa/bez dijalize) 5.4.4. Segmentna plućna hipertenzija |

## Dijagnoza
Bolesnici sa plućnom hipertenzijom uzrokovanom nejasnim i/ili multifaktorijalnim mehanizmima zahtevaju pažljivu dijagnostiku.

## Terapija
Lečenje plućne hipertenzije uzrokovane nejasnim i/ili multifaktorijalnim mehanizmima zavisi od dijagnoze; lečenje plućne hipertenzije je sekundarno. 
Aksiom bi trebalo da bude — Leči pluća ne pritisak. 
Ne postoje randomizovane kontrolisane studije koje se odnose na upotrebu specifične terapije za plućnu arterijsku hipertenziju (PAH) kod lečenja poremećaja iz grupe 5. Posebno je važno da neke od bolesti mogu imati vensku komponentu (plućnu veno-okluzivna bolest (PVOD)) koja se može pogoršati primenom plućnih arterijskih vazodilatatora.

## Spoljašnje veze
- 2015/2016 ESC/ESR Preporuke za dijagnozu i lečenje plućne hipertenzije —  European Society of Cardiology & European Respiratory Society (језик: хрватски)

|  | Molimo Vas, obratite pažnju na važno upozorenje u vezi sa temama iz oblasti medicine (zdravlja). |